# Список наместничеств Российской империи

## Наместничества при Екатерине II
Уезды указаны на 1796 год
- Архангельское наместничество, 1784—1796
  - уезды Архангельский, Кольский, Мезенский, Онежский, Пинежский, Холмогорский, Шенкурский
- Брацлавское наместничество, 1793—1796
  - уезды Бершадский, Брацлавский, Винницкий, Гайсинский, Липовецкий, Литинский, Махновский, Могилевский, Пятигорский, Сквирский, Тульчинский, Хмельницкий, Ямпольский
- Виленское наместничество, 1796
  - уезды Браславский, Виленский, Вилькомирский, Завилейский, Ковенский, Ошмянский, Россиенский, Тельшевский, Трокский, Упитский, Шавельский
- Владимирское наместничество, 1778—1796
  - уезды Александровский, Владимирский, Вязниковский, Гороховецкий, Киржачский, Ковровский, Меленковский, Муромский, Переславский, Покровский, Судогодский, Суздальский, Шуйский, Юрьев-Польский
- Вознесенское наместничество, 1795—1796
  - уезды Богопольский, Вознесенский, Еленский, Екатеринопольский, Елисаветградский, Новомиргородский, Ольгопольский, Тираспольский, Уманский, Херсонский, Черкасский, Чигиринский
- Вологодское наместничество, 1780—1796
  - уезды Вельский, Вологодский, Грязовецкий, Кадниковский, Красноборский, Лальский, Никольский, Сольвычегодский, Тотемский, Устюжский, Усть-Сысольский, Яренский
- Волынское наместничество, 1795—1796
  - уезды Владмирский, Домбровицкий, Житомирский, Заславский, Ковельский, Лабунский, Луцкий, Новоград-Волынский, Овручский, Острожский, Радомысльский, Ровенский, Чудновский
- Воронежское наместничество, 1779—1796
  - уезды Беловодский, Бирюченский, Бобровский, Богучарский, Валуйский, Воронежский, Задонский, Землянский, Калитвянский, Коротоякский, Купянский, Ливенский, Нижнедевицкий, Острогожский, Павловский
- Выборгское наместничество, 1783—1796
  - уезды Вильманстрандский, Выборгский, Кексгольмский, Нейшлотский, Сердобольский, Фридрихсгамский
- Вятское наместничество, 1780—1796
  - уезды Вятский, Глазовский, Елабужский, Кайгородский, Котельничский, Малмыжский, Нолинский, Орловский, Сарапульский, Слободской, Уржумский, Царёвосанчурский, Яранский
- Екатеринославское наместничество, 1783—1796
  - уезды Александрийский, Алексопольский, Бахмутский, Донецкий, Екатеринославский, Константиноградский, Кременчугский, Мариупольский, Миргородский, Новомосковский, Павлоградский, Полтавский, Славянский, Хорольский
- Изяславское наместничество, 1793—1795
- Иркутское наместничество, 1783—1796
  - уезды Акланский, Баргузинский, Верхнеудинский, Ижигинский, Доронинский, Жиганский, Зашиверский, Иркутский, Киренский, Нерчинский, Нижнекамчатский, Нижнеудинский, Оленский, Олёкминский, Охотский, Сретенский, Якутский
- Кавказское наместничество, 1785—1796
  - уезды Александровский, Астраханский, Георгиевский, Енотаевский, Кизлярский, Красноярский, Моздокский, Ставропольский, Черноярский
- Казанское наместничество, 1781—1796
  - уезды Арский, Казанский, Козьмодемьянский, Лаишевский, Мамадышский, Свияжский, Спасский, Тетюшский, Царёвококшайский, Цивильский, Чебоксарский, Чистопольский, Ядринский
- Калужское наместничество, 1776—1796
  - уезды Боровский, Жиздринский, Калужский, Козельский, Лихвинский, Малоярославецкий, Медынский, Мещовский, Мосальский, Перемышльский, Серпейский, Тарусский
- Киевское наместничество, 1781—1796
  - уезды Богуславский, Васильковский, Золотоношский, Каневский, Киевский, Козелецкий, Корсунский, Лубенский, Остерский, Переяславский, Пирятинский
- Колыванское наместничество, 1782—1796
  - уезды Бийский, Колыванский, Красноярский, Кузнецкий, Семипалатинский
- Костромское наместничество, 1778—1796
  - уезды Буйский, Варнавинский, Ветлужский, Галичский, Кадыйский, Кинешемский, Кологривский, Костромской, Лушский, Макарьевский, Нерехтский, Плёсский, Солигаличский, Чухломской, Юрьевецкий
- Курляндское наместничество, 1795—1796
- Курское наместничество, 1779—1796
  - уезды Белгородский, Богатенский, Дмитриевский, Корочанский, Курский, Льговский, Новооскольский, Обоянский, Путивльский, Рыльский, Старооскольский, Суджанский, Тимский, Фатежский, Щигровский
- Минское наместничество, 1795—1796
  - уезды Бобруйский, Борисовский, Вилейский, Давид-Городокский, Дисненский, Докшицкий, Игуменский, Минский, Мозырский, Несвижский, Пинский, Поставский, Слуцкий
- Могилёвское наместничество, 1777—1796
  - уезды Бабиновичский, Белицкий, Климовичский, Копысский, Могилёвский, Мстиславский, Оршанский, Рогачёвский, Сенненский, Старобыховский, Чаусский, Чериковский
- Нижегородское наместничество, 1779—1796
  - уезды Ардатовский, Арзамасский, Балахнинский, Васильсурский, Горбатовский, Княгининский, Лукояновский, Макарьевский, Нижегородский, Перевозский, Починковский, Семёновский, Сергачский
- Новгородское наместничество, 1776—1796
  - уезды Белозерский, Боровичский, Валдайский, Кирилловский, Крестецкий, Новгородский, Старорусский, Тихвинский, Устюженский, Череповецкий
- Новгород-Северское наместничество, 1781—1796
  - уезды Глуховский, Коропский, Кролевецкий, Мглинский, Новгород-Северский, Новоместский, Погарский, Сосницкий, Стародубский, Суражский
- Олонецкое наместничество, 1784—1796
  - уезды Вытегорский, Каргопольский, Кемский, Лодейнопольский, Олонецкий, Петрозаводский, Повенецкий, Пудожский
- Орловское наместничество, 1778—1796
  - уезды Болховский, Брянский, Дешкинский, Дмитровский, Елецкий, Карачевский, Кромский, Ливенский, Малоархангельский, Мценский, Орловский, Севский, Трубчесвский
- Пензенское наместничество, 1780—1796
  - уезды Верхнеломовский, Городищенский, Инсарский, Керенский, Краснослободский, Мокшанский, Наровчатский, Нижнеломовский, Пензенский, Саранский, Троицкий, Чембарский, Шишкеевский
- Пермское наместничество, 1781—1796
  - уезды Алапаевский, Верхотурский, Далматовский, Екатеринбургский, Ирбитский, Камышловский, Красноуфимский, Кунгурский, Обвинский, Осинский, Оханский, Пермский, Соликамский, Чердынский, Шадринский
- Подольское наместничество, 1795—1796
  - уезды Базалийский, Вербовецкий, Грудецкий, Дубенский, Зеньковский, Каменецкий, Кременецкий, Летичевский, Проскуровский, Староконстантиновский, Ушицкий, Ямпольский
- Полоцкое наместничество, 1777—1796
  - уезды Велижский, Витебский, Городокский, Динабургский, Дриссенский, Лепельский, Люцинский, Невельский, Полоцкий, Режицкий, Себежский, Суражский
- Псковское наместничество, 1777—1796
  - уезды Великолукский, Опочецкий, Островский, Печорский, Порховский, Псковский, Новоржевский, Торопецкий, Холмский
- Ревельское наместничество, 1783—1796
  - уезды Балтийский, Везенбергский, Вейсенштейнский, Гапсальский, Ревельский
- Рижское наместничество, 1783—1796
  - уезды Валкский, Венденский, Верроский, Вольмарский, Дерптский, Перновский, Рижский, Феллинский, Эзельский
- Рязанское наместничество, 1778—1796
  - уезды Данковский, Егорьевский, Зарайский, Касимовский, Михайловский, Пронский, Раненбургский, Рязанский, Ряжский, Сапожковский, Скопинский, Спасский
- Саратовское наместничество, 1781—1796
  - уезды Аткарский, Балашовский, Вольский, Камышинский, Кузнецкий, Новохопёрский, Петровский, Саратовский, Сердобский, Хвалынский, Царицынский
- Симбирское наместничество, 1780—1796
  - уезды Алатырский, Ардатовский, Буинский, Канадейский, Карсунский, Котяковский, Курмышский, Самарский, Сенгилеевский, Симбирский, Ставропольский, Сызранский, Тагайский
- Слонимское наместничество, 1796
  - уезды Брестский, Волковысский, Гродненский, Кобринский, Лидский, Новогрудский, Пружанский, Слонимский
- Смоленское наместничество, 1775—1796
  - уезды Бельский, Вяземский, Гжатский, Дорогобужский, Духовщинский, Ельнинский, Краснинский, Поречский, Рославльский, Смоленский, Сычёвский, Юхновский
- Тамбовское наместничество, 1779—1796
  - уезды Борисоглебский, Елатомский, Кадомский, Кирсановский, Козловский, Лебедянский, Липецкий, Моршанский, Спасский, Тамбовский, Темниковский, Усманский, Шацкий
- Тверское наместничество, 1775—1796
  - уезды Бежецкий, Весьегонский, Вышневолоцкий, Зубцовский, Калязинский, Кашинский, Корчевской, Краснохолмский, Новоторжский, Осташковский, Ржевский, Старицкий, Тверской
- Тобольское наместничество, 1782—1796
  - уезды Ачинский, Берёзовский, Енисейский, Ишимский, Каинский, Курганский, Нарымский, Омский, Сургутский, Тарский, Тобольский, Томский, Туринский, Туруханский, Тюменский, Ялуторовский
- Тульское наместничество, 1777—1796
  - уезды Алексинский, Белёвский, Богородицкий, Венёвский, Епифанский, Ефремовский, Каширский, Крапивенский, Новосильский, Одоевский, Тульский, Чернский
- Уфимское наместничество, 1781—1796
  - уезды Белебеевский, Бирский, Бугульминский, Бугурусланский, Бузулукский, Верхнеуральский, Мензелинский, Оренбургский, Серигевский, Стерлитамакский, Троицкий, Уфимский, Челябинский
- Харьковское наместничество, 1780—1796
  - уезды Ахтырский, Белопольский, Богодуховский, Валковский, Волчанский, Золочевский, Изюмский, Краснокутский, Лебединский, Миропольский, Недригайловский, Сумский, Харьковский, Хотмыжский, Чугуевский
- Черниговское наместничество, 1781—1796
  - уезды Березинский, Борзянский, Глинский, Городнянский, Зеньковский, Конотопский, Лохвицкий, Нежинский, Прилуцкий, Речицкий, Роменский, Черниговский,
- Ярославское наместничество, 1777—1796
  - уезды Борисоглебский, Даниловский, Любимский, Мологский, Мышкинский, Петровский, Пошехонский, Романовский, Ростовский, Рыбинский, Угличский, Ярославский

## Позднейшие наместничества
- Кавказское наместничество, 1844—1881, 1905—1917
- Наместничество Дальнего Востока, 1903—1905